# Métallurgie des poudres
La métallurgie des poudres est l'ensemble des sciences et techniques de fabrication de pièces métalliques par frittage et agglomération de poudres à l'état pâteux à chaud.

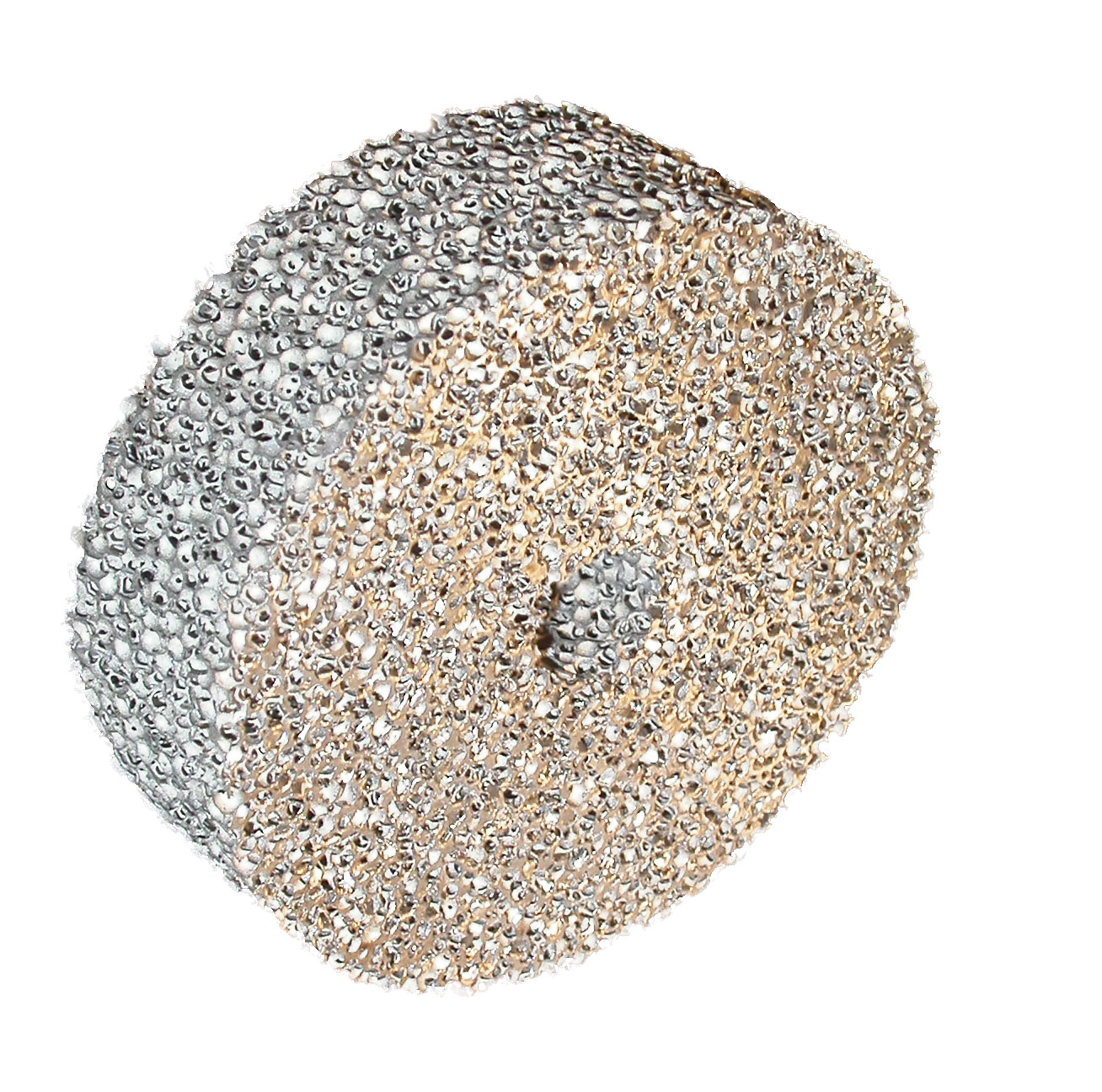
Pièce de métal poreux obtenue par frittage de poudre métallique

Comme il n'y a pas de fusion (le frittage consiste globalement en un brasage des grains par diffusion et fusion locale), cette technique permet de moins chauffer (donc de faire des économies d'énergie), et d'avoir un retrait plus faible au refroidissement. On peut donc avoir des surfaces fonctionnelles brutes de frittage, ne nécessitant pas d'usinage ultérieur, ce qui permet d'économiser du matériau et de la main-d'œuvre, donc de réduire les coûts ainsi que l'impact environnemental.
Par ailleurs, les grains gardant globalement la même forme après frittage, cela permet de maîtriser la microstructure de la pièce, et donc d'avoir des propriétés mécaniques intéressantes sans faire de traitement thermomécanique, d'où une économie supplémentaire en dépense énergétique et en coût. Il est notamment possible de produire des aimants, des composites, des « matériaux à gradients », des pièces métalliques poreuses ou de préparer divers alliages de métaux.
Par contre, le développement de la technique de fabrication nécessite une étude coûteuse, et la poudre métallique, si elle est très fine, doit être conservée sous une atmosphère inerte (par exemple azote, N2, ou argon, Ar) pour éviter une oxydation qui pourrait être catastrophique (combustion, voire explosion d'un matériau pyrophorique).